# روبرت سيدني باك
روبرت سيدني باك (بالإسبانية: Robert Sidney Buck)‏ هو لاعب كرة قدم أرجنتيني، ولد في القرن 19، وتوفي في 15 مايو 1960. شارك مع منتخب الأرجنتين لكرة القدم ومنتخب الأوروغواي لكرة القدم. أما مع النوادي، فقد لعب مع مونتيفيديو واندررز.